# Casa desolata
Casa desolata (Bleak House) è un romanzo di Charles Dickens, pubblicato per la prima volta mensilmente fra il marzo 1852 ed il settembre 1853.

## Contesto storico
Anche se non fa parte delle opere più celebri di Dickens, è ritenuto uno dei romanzi più riusciti dell'autore e contiene uno dei più vasti, complessi, ed intriganti gruppi di personaggi secondari del suo intero corpus letterario, uniti a svariate sottotrame.
Al centro del romanzo è la causa legale di lungo corso denominata "Jarndyce contro Jarndyce", dibattuta da anni senza esito alcuno nelle aule della Cancelleria di Giustizia del Gran Cancelliere. La causa tratta di un lascito ereditario contestato da vari eredi, ed il suo lungo dibattimento è già costato tra le 60,000 e le 70,000 sterline in sole spese legali, fatto emblematico del fallimento procedurale della Cancelleria.
Il feroce attacco mosso da Dickens al sistema giudiziario britannico è motivato in parte dalla sua esperienza personale come praticante di legge, e in parte dall'esperienza acquisita nelle varie cause per i diritti d'autore dei suoi primi romanzi. La sua graffiante critica della lentezza ed arcaicità delle modalità operative della Cancelleria di Giustizia, diede corpo in maniera memorabile alle preesistenti frustrazioni dell'autore verso il sistema. Sebbene il ritratto impietoso dato da Dickens degli avvocati e giudici della Cancelleria sia sostanzialmente immeritato ed esagerato, il romanzo aiutò il processo di ammodernamento dell'intero sistema giudiziario culminato nella riforma legale del 1870. Dickens ambienta il romanzo prima delle riforme del 1842 e 1852, che avevano già abolito molti superflui passaggi burocratici per sveltire i processi.

## Trama
Il romanzo racconta le vicende e gli intrighi che ruotano attorno ad una causa giudiziaria fra i componenti della famiglia Jarndyce, che dura da molti anni e che ha portato alla rovina di quasi tutti coloro che ne sono stati coinvolti. La narrazione avviene in parte attraverso la voce della protagonista Esther Summerson e in parte attraverso un narratore onnisciente.
L'ultimo Jarndyce, John, è il proprietario della tenuta di Bleak House ("Casa desolata"), che dà nome al romanzo. Dickens intreccia alla vicenda principale molte sottotrame, riguardanti le vicende familiari e sentimentali di Esther, la vita nella magione confinante con Casa desolata, appartenente a Sir Leicester Deadlock, le indagini su un omicidio che sembra avere misteriosi legami con la causa.
Sir Leicester Deadlock e Lady Honoria Deadlock (più giovane di lui di oltre vent'anni) vivono nella casa di campagna di Chesney Wold. Senza che Sir Leicester lo sappia, Lady Deadlock ha avuto, prima di sposarlo, un amante, il capitano Hawdon, da cui ha avuto una figlia, Esther Summerson. Lady Deadlock, credendo che la figlia sia morta, ha scelto di vivere i giorni che le rimangono 'annoiata a morte', conformandosi alla vita dell'alta società.
Esther viene allevata da Miss Barbary, sorella di Lady Deadlock dai modi spartani, che instilla in Esther un senso di durezza e di vanità delle cose terrene che la protagonista dovrà combattere lungo tutto l'arco del romanzo. Esther non comprende che Miss Barbary è sua zia, pensando che sia solo la sua madrina. Quando Miss Barbary muore, l'avvocato Kenge, su istruzione del suo cliente John Jarndyce, si fa carico del futuro di Esther. Jarndyce diventa il tutore di Esther e la invia a studiare per sei anni a Reading, per poi condurla a vivere con sé a Casa desolata, insieme a due minori sotto tutela, cugini fra di loro, Richard Carstone e Ada Clare, affinché Esther divenga governante di Casa desolata e dama di compagnia di Ada.
Ada e Richard sono beneficiari dell'eredità contesa nella causa Jarndyce e Jarndyce, che ha messo contro da molto tempo diversi componenti della famiglia Jarndyce. John Jarndyce risulta beneficiario dell'eredità secondo un altro testamento: in termini non meglio esplicitati, Richard e Ada da un lato e John dall'altro risultano in conflitto per via dei diversi testamenti. Presto Richard e Ada s'innamorano l'uno dell'altra. Il tutore John non si oppone, ma constatando che il carattere di Richard è minato da una forte incostanza, stipula con lui un patto: prima di fidanzarsi con Ada dovrà trovare una professione cui dedicarsi. Richard, dopo una serie di tentativi non riusciti (studia per diventare medico, avvocato e infine soldato), decide di utilizzare le sue conoscenze in campo giuridico, per ottenere l'eredità contesa, in ciò osteggiato da John, che vede nella causa la maledizione della famiglia.
Anche Lady Deadlock risulta beneficiaria secondo uno dei testamenti coinvolti nella causa. Quando Tulkinghorn, avvocato di Sir Leicester, legge ad alta voce un affidavit, ella riconosce la scrittura e tale vista la colpisce al punto da portarla quasi allo svenimento, segno che l'avvocato non manca di notare, ripromettendosi, lui che è depositario dei segreti più inconfessabili del bel mondo londinese, di indagare. Al fine di capire qualcosa di più, Tulkinghorn decide di rintracciare il copista che ha redatto il manoscritto, per scoprire che era un povero diavolo conosciuto come Nemo, morto di recente in una casa in affitto, dove era solito nascondersi per consumare oppio. L'unico che sembra avere qualche familiarità con il morto è un barbone, Jo, che si dedica volontariamente a spazzare le strade.
Anche Lady Deadlock cerca di identificare il copista e, a tale scopo, assume le vesti della sua cameriera francese, Mademoiselle Hortense. Così camuffata, paga Jo perché la conduca alla tomba di Nemo. Tulkinghorn è comunque convinto che il segreto di Honoria, qualunque esso sia, può rappresentare un pericolo per l'onorabilità del suo cliente, Sir Leicester, e per questo inizia a seguire ogni minima mossa della donna, ricorrendo anche all'aiuto prezzolato di Mademoiselle Hortense, che sembra odiare la padrona.
Esther e Honoria s'incontrano per caso ad una messa e hanno poi una conversazione a Chesney Wold. Inizialmente le due non riconoscono i legami familiari che le legano, ma presto Lady Deadlock comprende che la figlia abbandonata non è morta. Esther si ammala gravemente (Dickens non specifica se si tratti di vaiolo, cosa presumibile, visto che il male la lascia permanentemente sfigurata) e viene curata da Charley, una povera bambina che ella ha salvato dalla povertà e che le fa da cameriera e da cui ha probabilmente contratto il male. In una conversazione rivelatoria, Honoria confessa ad Esther di essere sua madre, avvertendola, però, che è costretta a mantenere il segreto.
Esther sopravvive alla malattia ma ha ormai perduto la sua bellezza. Richard spende nel frattempo tutte le sue risorse per portare a conclusione la causa Jarndyce e Jarndyce, in favore suo e di Ada. Ormai ossessionato dalle sorti della causa, egli, spinto a ciò dall'astuto avvocato Vholes, ha inoltre rotto con il tutore John, che egli ormai crede suo avversario nella causa. Anche in ciò sfidando la volontà di John, Richard sposa segretamente Ada e spreca tutto il patrimonio di lei in spese legali. Ada, inoltre, rimane incinta. Esther stessa ha una passione segreta per il dottor Woodcourt, figlio di un'amica di famiglia di John. Woodcourt, medico di bordo in diverse imbarcazioni dirette in India, ha conosciuto Esther prima che lei rimanesse sfigurata dalla malattia, ma tornando dall'Oriente il suo sentimento non cambia. Esther ha nel frattempo accettato la proposta di matrimonio del suo tutore, John Jarndyce.
Hortense e Tulkinghorn hanno ormai scoperto il passato di Honoria. Dopo un calmo ma disperato confronto con l'avvocato, Lady Deadlock fugge di casa e lascia una lettera al marito, implorandone il perdono. Tulkinghorn licenzia Hortense, che non gli è più utile. Sentendosi abbandonata tanto dall'avvocato che dalla padrona, Hortense uccide Tulkinghorn e cerca di far ricadere la colpa su Honoria. Sir Leicester, di fronte alla scoperta della morte del suo fedele avvocato e della fuga della moglie, patisce un terribile colpo che lo costringe a letto, ma si sforza di comunicare a Honoria che la perdona e che l'aspetta.
L'ispettore Bucket, che ha già indagato sulla morte di Nemo, capisce di dover risolvere vari misteri concernenti la causa Jarndyce e Jarndyce. Sir Leicester gli affida il compito di rintracciare Honoria. Pur sospettandola dell'assassinio di Tulkinghorn, Bucket arresta George Rouncewell (l'unico ad esser stato visto con l'avvocato la notte dell'omicidio ed uno dei tanti ad avere con lui dei conti in sospeso). Nella ricerca di Lady Deadlock, Bucket si fa accompagnare da Esther. Esther e Bucket riescono a trovare Honoria davanti al cimitero dove è seppellito Nemo (che non è altri che il capitano Hawdon), ma ella è già morta.
Nel frattempo, un ultimo e definitivo testamento che annulla i precedenti viene trovato e sembra che ormai la causa possa concludersi: il grosso dell'eredità deve andare a Richard e Ada. John Jarndyce, nel frattempo, libera Esther dal vincolo del fidanzamento, capendo che ella sarà più felice con Woodcourt. Si recano tutti all'udienza finale: i costi processuali hanno consumato l'intero importo dell'eredità e la causa può concludersi perché la cifra contesa ormai non esiste più. Richard viene colpito assai duramente dalla notizia e Woodcourt comprende che egli si trova ormai agli ultimi stadi della tubercolosi che lo consuma da quando l'eredità ha occupato tutti i suoi pensieri. John va al capezzale di Richard, dopo tanto tempo che i due non si vedevano più, e il moribondo riconosce la sua bontà e gli chiede perdono per la sua condotta: poco dopo la morte di Richard, Ada partorisce un bimbo che porta il nome del padre. Madre e figlio vengono accolti in casa del tutore. Esther e Woodcourt si sposano e vanno a vivere nello Yorkshire, in una nuova Casa desolata che John Jarndyce ha donato loro. I due novelli sposi avranno due figli.
I due più importanti filoni paralleli del romanzo sono quello concernente le vicende di Caddy Jellyby e della madre, ossessionata da un filantropismo che le fa perdere di vista interessi ed esigenze dei suoi familiari (per il bene degli abitanti del villaggio africano di Borrioboola-Gha) e quello che riguarda George Rouncewell, figlio della governante di Chesney Wold, che ha servito sotto il capitano Hawdon, e che finirà per diventare assistente di un Sir Leicester ormai decaduto.

## Personaggi diCasa desolata
Come sua abitudine, Dickens tratteggiò molti dei personaggi del romanzo basandosi su persone reali trasfigurandoli con la propria immaginazione. Hortense è basata sulla cameriera svizzera assassina Maria Manning. La filantropa Mrs Jellyby, che trascura i propri famigliari per dedicarsi a cause umanitarie, è una satira delle attiviste donne come Caroline Chisholm. L'infantile ma amorale Harold Skimpole viene comunemente inteso come un ritratto dello scrittore e critico letterario James Henry Leigh Hunt. Dickens scrisse in una lettera datata 21 settembre 1853: "Penso che sia il più somigliante ritratto mai dipinto a parole!... Si tratta assolutamente di una riproduzione di una persona reale"; e un critico contemporaneo dello scrittore commentò: "Riconobbi Skimpole istantaneamente;... e così tutti quelli con cui parlai del personaggio pensavano fosse Leigh Hunt". L'amico di Mr Jarndyce, Mr Boythorn, è ispirato allo scrittore Walter Savage Landor. Il romanzo inoltre include uno dei primi detective della letteratura inglese, l'Ispettore Bucket. Il personaggio è probabilmente basato sul vero Ispettore Charles Frederick Field che all'epoca aveva da poco formato un dipartimento di investigatori a Scotland Yard.

### Personaggi principali
- Esther Summerson - La protagonista del romanzo, una delle due voci narranti della storia, cresciuta come un'orfana poiché l'identità dei suoi genitori è sconosciuta, il suo passato nasconde molti segreti. Nel corso della storia si ammala di vaiolo, e rimane parzialmente sfigurata.
- Richard Carstone - Giovane dal buon cuore ma dal carattere immaturo ed irresponsabile. Parte in causa nella disputa legale Jarndyce contro Jarndyce, al termine del romanzo, proprio quando la causa si è finalmente conclusa, muore, tormentato dalla sua imprudenza nel aver riposto tutte le sue speranze nella causa legale stessa.
- Ada Clare - Bellissima fanciulla che si innamora di Richard Carstone, suo lontano cugino. Non condivide con il ragazzo le speranze di una rapida conclusione della causa Jarndyce. Successivamente i due amanti si sposano in segreto.
- John Jarndyce - Parte in causa nella disputa legale Jarndyce contro Jarndyce, tutore di Richard, Ada, ed Esther, e proprietario di Casa desolata. Uomo buono, saggio, e riflessivo, si innamora di Esther e le chiede di sposarlo.
- Harold Skimpole - Amico di Jarndyce; è un individuo irresponsabile definito "eterno bambino", egoista, amorale, e senza rimorsi. Si autodefinisce spesso lui stesso "un bambino" affermando di non comprendere la complessità delle relazioni umane e della società in generale; anche se invece le comprende benissimo, come quando fa saldare i propri debiti di gioco agli altri.
- Lawrence Boythorn - Un vecchio amico di John Jarndyce; ex militare, che spesso parla di sé in tono superlativo; irruente e dal carattere scontroso e burbero ma fondamentalmente dall'animo buono. Vicino di casa e acerrimo nemico di Sir Leicester Dedlock, con il quale è in causa da anni.
- Sir Leicester Dedlock - Aristocratico altezzoso, molto più anziano della moglie. Dedlock è un conservatore convinto, strenuo difensore della differenza tra le varie classi sociali.
- Lady (Honoria) Dedlock - Algida bellezza consorte di Sir Leicester. Il suo oscuro passato è al centro della trama del romanzo. Si rivelerà essere la madre di Esther.
- Mr. Tulkinghorn - L'avvocato di famiglia dei Dedlock. Astuto e calcolatore, sembra difendere gli interessi dei suoi clienti solo per esercitare potere su di essi essendo a conoscenza dei loro segreti.
- Mr. Snagsby - Timido cartolaio che rimane invischiato negli affari segreti di Tulkinghorn e Bucket. È l'unico amico di Jo. Sposato con l'irascibile Mrs. Snagsby, che lo sospetta di eterno tradimento.
- Miss Flite - Una vecchietta eccentrica ossessionata dalla Corte di Giustizia del Lord Cancelliere. La sua famiglia è stata distrutta da una causa legale protrattasi a lungo negli anni.
- Mr. William Guppy - Un commesso presso lo studio legale Kenge & Carboy. Si invaghisce di Esther, per poi fare marcia indietro quando lei perde la sua bellezza a causa della malattia, e gioca un ruolo importante nello svelare il suo passato.
- Ispettore Bucket - Un detective che effettua svariate investigazioni nel corso del romanzo, non ultima quella sull'omicidio di Mr. Tulkinghorn.
- Mr. George - Ex soldato dall'imponente aspetto, proprietario di un tiro a segno a Londra. Allena per breve tempo Richard Carstone all'uso delle armi quando il ragazzo decide di farsi soldato. È uno dei debitori del vecchio Mr. Smallweed.
- Mrs. Jellyby - La madre di Caddy, una filantropa convinta, ossessionata da un'oscura tribù africana per la quale trascura il marito, i figli, e la cura della casa.
- Caddy Jellyby - Amica di Esther, segretaria della sua stessa madre, la filantropa Mrs. Jellyby. Caddy si vergogna della sua mancanza di educazione ad essere una buona moglie, ma l'amicizia di Esther la ravviva, e la ragazza si innamora del giovane Prince Turveydrop, lo sposa, e i due hanno un figlio.
- Krook - Anziano alcolista analfabeta, collezionista di vecchie cianfrusaglie (soprattutto giornali, stracci, e bottiglie). È il padrone di casa dove Nemo e Miss Flite abitano e dove Nemo trova la morte. Krook muore per un raro caso di autocombustione spontanea.
- Jo - Un giovane senzatetto che vive per strada, e suo malgrado diventa testimone oculare di un importante sviluppo nella trama del racconto.
- Allan Woodcourt - Un medico, uomo di buon cuore che si innamora di Esther (corrisposto dalla ragazza), del quale però ella, per rispetto e dedizione al suo benefattore e tutore Mr. Jarndyce, non asseconda il corteggiamento.
- Joshua Smallweed - Un anziano e malvagio usuraio, che dimostra ben poca pietà per i suoi debitori, gioendo delle disgrazie altrui.
- Mr. Vholes - Un avvocato della Cancelleria che prende come cliente Richard Carstone, spremendogli tutto il denaro possibile ed immaginabile, per poi abbandonarlo quando la causa Jarndyce & Jarndyce giunge alla conclusione.
- Kenge - Un avvocato della Cancelleria che rappresenta John Jarndyce nell'eterna causa Jarndyce contro Jarndyce.
- Nemo - Pseudonimo del Capitano James Hawdon, ex ufficiale dell'esercito britannico sotto il quale Mr. George prestò servizio in passato. Nemo copia documenti legali per conto di Snagsby ed alloggia presso Mr. Krook, in casa del quale muore per overdose di oppio.
- Hortense - Ragazza francese, cameriera personale di Lady Dedlock (personaggio ispirato all'assassina Maria Manning).[3]

## Analisi e critica
La maggior parte della critica circa Casa desolata si focalizza sulla singolare struttura narrativa del romanzo: la storia viene narrata da un narratore in terza persona non identificato, e da una narratrice in prima persona, Esther Summerson, la protagonista della storia. Il narratore in terza persona parla al presente, spaziando ampiamente geograficamente tra classi sociali differenti (dall'aristocratica dimora dei Dedlock al misero quartiere londinese Tom-All-Alone), dando piena libertà a Dickens di poter satirizzare il sistema giudiziario britannico; anche se la percezione del narratore ha dei limiti, fermandosi in superficie nel descrivere l'aspetto ed i comportamenti dei personaggi senza alcuna pretesa di raccontarne la vita privata. Esther Summerson narra la sua propria storia al passato (come David in David Copperfield o Pip in Grandi speranze), e il tono del suo racconto è caratterizzato dalla modestia, la consapevolezza dei propri limiti, e la buona volontà nello svelare al lettore i suoi pensieri e sentimenti. Questi due approcci narrativi diversi non si incrociano mai, sebbene spesso corrano in parallelo. Lo scrittore Nabokov, dopo aver descritto il modo nel quale la voce di Esther cambia nel corso del romanzo, concluse che il far narrare parte della storia al personaggio di Esther sia stato il più grosso errore di Dickens nel pianificare l'opera.
Per molte generazioni di lettori e studenti, il tema principale trattato in Casa desolata è stato la virulenta denuncia dell'inefficienza del sistema giudiziario britannico, sommerso da una burocrazia immane. Verso la metà del diciannovesimo secolo, la riforma giudiziaria nel Regno Unito fu oggetto di forti critiche e lunghi dibattiti, e Dickens trovò in essa un soggetto ideale per un romanzo. La fama e il successo riscosso da Casa desolata portarono all'identificazione dell'inettitudine della Corte di Giustizia del Gran Cancelliere con l'intero sistema legale britannico, e, di conseguenza, alla cattiva reputazione di tutto quanto fosse in materia di legge, avvocati, tribunali, cavilli legali, ecc...
George Gissing e G. K. Chesterton sono solo alcuni dei critici letterari e scrittori che reputano Casa desolata il miglior romanzo scritto da Charles Dickens. Come Chesterton scrisse: "Casa desolata non è certamente la miglior opera di Dickens; ma forse è il suo miglior romanzo". Harold Bloom nel suo libro The Western Canon, considera Casa desolata il più grande capolavoro di Dickens. Daniel Burt, nel suo libro The Novel 100: A Ranking of the Greatest Novels of All Time, classifica Casa desolata alla posizione numero 12 nella lista dei 100 migliori romanzi di sempre.
Anticipando di qualche anno lo Sherlock Holmes di Conan Doyle, Casa desolata è stato indicato come "il primo romanzo nel quale un detective ha un ruolo significativo". A tal proposito è bene far comunque notare l'esistenza del precedente letterario costituito dal personaggio di Auguste Dupin, creatura scaturita dalla penna dello scrittore statunitense Edgar Allan Poe di qualche anno antecedente al romanzo di Dickens.

## Adattamenti cinematografici e televisivi
Un cortometraggio del 1901, intitolato The Death of Poor Joe, ispirato a Casa desolata, è il più vecchio film esistente basato su un'opera di Charles Dickens.
Nell'epoca del muto, Casa desolata venne trasposto al cinema nel 1920 e poi ancora nel 1922.
La BBC ha prodotto tre adattamenti televisivi di Bleak House. Il primo nel 1957 ma trasmesso nel 1959 in undici episodi di 1 ora e mezzo di durata l'uno. Il secondo nel 1985 con Diana Rigg e Denholm Elliott, trasmesso nel 1985 in otto puntate. Il terzo adattamento risale al 2005, trasmesso in quindici episodi con un cast formato da Gillian Anderson, Denis Lawson, Charles Dance, e Carey Mulligan.

## Luogo: Bleak House, Kent

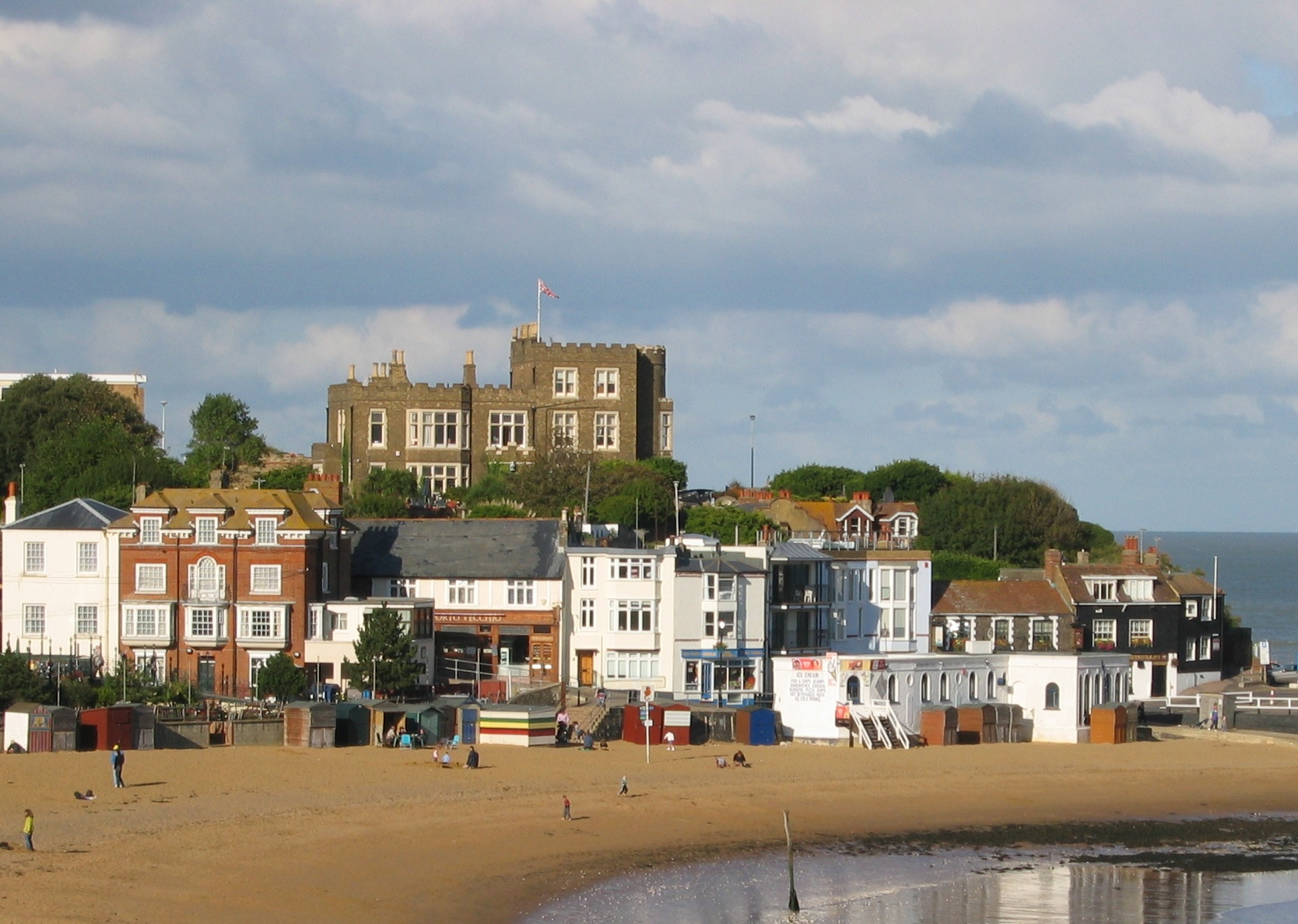
"Bleak House" a Broadstairs, Kent, dove Dickens scrisse David Copperfield e altri romanzi.

Bleak House, situata a Broadstairs, nella zona nord-est del Kent vicino a Margate, è dove Dickens soggiornò con la famiglia ogni estate per almeno un mese, dal 1839 al 1851, quando iniziò a diventare famoso come scrittore. Fort House, sita sulla cima della collina di Fort Road, venne ribattezzata Bleak House dopo la morte di Dickens, in suo onore.

## Edizioni italiane
- La casa trista, traduzione di Silvio Spaventa Filippi, Milano, Sonzogno, 1901. - col titolo Casa desolata, 3 voll., Sonzogno, 1930-1957.
- La casa triste, traduzione di Anonimo, Collana Cinemabiblioteca n.37, Milano, Bietti, 1936.
- Casa desolata, traduzione di Frida Ballini, Paoline, 1976.
- Casa desolata, traduzione di Angela Negro, con un saggio di Vladimir Nabokov, Collana Einaudi Tascabili. Letteratura n.311, Torino, Einaudi, 1995, ISBN 978-88-061-3876-9. - Collana ET Biblioteca, Einaudi, 2018-2022, ISBN 978-88-062-3814-8.